# Parafia św. Jana Chrzciciela w Łubnie
Parafia św. Jana Chrzciciela w Łubnie − parafia rzymskokatolicka znajdująca się w archidiecezji przemyskiej, w dekanacie Dynów.

## Historia
W 1424 wzmiankowano wieś Łubno. W 1593 roku Katarzyna Wapowska wykupiła miejscową cerkiew, którą zaadaptowano na kościół. 11 lutego 1593 bp Wawrzyniec Goślicki erygował kościoły w  Hłudnie, Bachórzu, Izdebkach, Warze i Łubnie. Kościół w Łubnie stał się kościołem filialnym probostwa szpitalnego przy kościele pw. Zwiastowania Najświętszej Maryi Panny w Dynowie. Przed 1646 rokiem zbudowano następny drewniany kościół, a w 1778 roku zbudowano kolejny drewniany kościół. Gdy w 1780 roku władze austriackie zlikwidowały prepozyturę szpitalną, Łubno stało się samodzielną parafią. 
4 kwietnia 1922 spalił się drewniany kościół. Następnie zbudowano obecny murowany kościół, według projektu arch. Stanisława Majerskiego. 8 grudnia 1927 roku kościół poświęcono, a w 1937 roku kościół konsekrowano. 
Na terenie parafii jest 1286 wiernych i parafia posiada kościół filialny pw. Miłosierdzia Bożego w Kazimierówce.
Proboszczowie parafii:
1817–1836. ks. Benedykt Szczęchowicz.
1836–1865. ks. Józef Janusz.
1864–1865. ks. Edward Palch.
1865–1874. ks. Walenty Wojciechowski.
1874. ks. Jan Samocki.
1874–1881. ks. Wojciech Szczygieł.
1881–1896. ks. Wojciech Nowak.
1896. ks. Franciszek Bauer.
1896–1932. ks. Wawrzyniec Czayka.
1917–1918. ks. Marcin Kędzierski (administrator - wikariusz adiutor).
1918–1919. ks. Tomasz Walenia (administrator - wikariusz adiutor).
1920. ks. Władysław Szetela (administrator - wikariusz adiutor).
1932–1933. ks. Józef Kuczkowski (administrator - wikariusz adiutor).
1933–1936. ks. Franciszek Twardzicki.
1936. ks. Kazimierz Habrat (administrator).
1936–1941. ks. Wojciech Majkowski.
1940–1941. ks. Adolf Solecki.
1941. ks. Jan Waiss.
1941–1959. ks. Bronisław Dulniawka.
1959–1994. ks. Kazimierz Birecki.
1994–2007. ks. Franciszek Siry.
2007–obecnie. ks. Stanisław Borkowski.